# Львівсько-Чернівецько-Ясська залізниця
Львівсько-Чернівецько-Ясська залізниця (нім. Lemberg-Czernowitz-Jassy-Eisenbahn) (ЛЧЯЗ)  — нім. LCJE) колишня приватна залізниця в Австро-Угорщині, завдовжки 579,6 км, що сполучала столиці коронних земель Королівства Галичини та Герцогства  Буковини, з відгалуженнями на Румунію та російську імперію і складалась із п'яти дільниць.

## Історія
Консорціум на будівництво Львівсько-Чернівецької залізниці створив промисловець Віктор Офенгайм (нім. Victor Ofenheim von Ponteuxin) після купівлі ліцензії 11 січня 1864 року на її будівництво. Серед акціонерів товариства був князь Леон Людвік Сапіга. За легендою він вмовив англійських фінансистів вкласти кошти у будівництво залізниці, за допомогою глобусу і власної шнурівки, пояснюючи, що найкоротший шлях з Великої Британії до Індії пролягає через Львів.
1 вересня 1866 року, після завершення будівництва залізниці Львів — Чернівці, завдожки 266,66 км, консорціум отримав ліцензію 15 травня 1867 року на будівництво залізниці завдовжки 89,9 км від Чернівців до Сучави, яку відкрили 28 жовтня 1869 року. До 15 грудня 1869 року прокладено 103,31 км колій на ділянці Сучава — Роман.

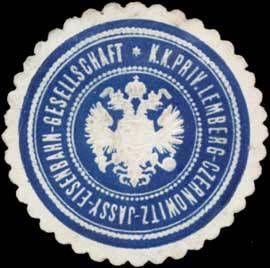
Емблема Львівсько-Чернівецько-Ясської залізниці

Консорціум приступив до будівництва  залізниці до Ясс, яка була відкрита 1 червня 1870 року, та до Ботошанів, (будівництво завершено 1 листопада 1870 року). Через розширення залізниці, 14 жовтня 1868 року, консорціум був названий Цісарсько-королівське приватне Львівсько-Чернівецько-Ясське залізничне товариство (нім. K. k. priv. Lemberg-Czernowitz-Jassy-Eisenbahngesellschaft) з поділом на Австро-Угорську та румунську частини.
На залізниці використовували паровози StEG I 178–270, 13 серій IIIa, IIIb, 4 серії IIIa, серії IIId, kkStB 1, 33 серії IVd, 7 серії IVe, 54 серій VIIa, VIIb, VIIc, VIId, VIIe.
На базі залізниці відкриті:
- 12 липня 1884 року — локальну буковинську залізницю Чернівці — Новоселиця на кордоні з російською імперією;
- 8 січня 1886 року —  локальну залізницю Львів — Белжець, що перебувала на кордоні з російською імперією та колією з Томашова;
- 16 квітня 1887 року — Буковинську локальну залізницю;
- 28 квітня 1886 Коломийську локальну залізницю.

Через проблеми з мостовим переходом через річку Прут, скарги на умови експлуатації, 7 жовтня 1872 року державою було накладено на залізницю секвестр, що діяв до 31 липня 1875 року.
У Румунії також постали закиди щодо діяльності акціонерного товариства, яке подало позов до суду. Після цього, у 1888 році, румунська дільниця залізниці перейшла під державне управління. 1 липня 1889 року у Австро-Угорщині залізниця була викуплена за рахунок сплати державою її вартості і передана Цісарсько-королівській Австрійській Державній залізниці.
Після завершення війни залізниця була поділена між Румунією та Польщею, а дільницю Львів — Снятин було націоналізовано 24 березня 1928 року.